# 一次性工程费用
一次性工程费用（英語：Non-recurring engineering Expense，NRE Expense）是指研究、开发、设计和测试一項新产品的单次成本。編列预算时，财务分析必須考慮NRE，以分析新產品是否能為公司帶來獲利。雖然公司僅需为单項项目支付一次的NRE，但因為NRE可以相当昂贵，产品必须保证足够畅销，以便为初期投资带来回报。NRE不同于必须持续付出以维持正常生产运转的生产成本。
在项目型的公司裡，绝大部分（甚至全部）项目表现为一次性工程费用。在这些案例中，NRE成本有可能被列入了第一批项目的费用。如果公司不能收回这些成本，这将不得不考虑从准备金（可能使一个项目的损失）中转移部分资金过来，并寄希望于该投资能在未来项目中获得额外收益。

## 实例
開發新專案的同時需要針對產品圖面、模具、用料等進行評估，這些費用都會列入NRE的計算當中。最終該費用可能會由公司攤提成本，也可能會與客戶進行分攤，以減少公司本身的成本消耗，並提升未來獲利水準。